# Вежа Чача

Грузія, Аджарія, Батумі, навпроти будівлі на вулиці Гогебашвілі, 4, біля причалу.

Вежа чачі — годинникова вежа в Батумі, Грузія. ЇЇ збудували у 2012 році  за кошти місцевої влади, вартість будівництва склала один мільйон ларі.  Це репліка  Ізмірської годинникової вежі (Туреччина).  25-метрова вежа мала чотири фонтани. Замість води з кранів фонтану текла грузинська чача , але ця функція була припинена о 2015 році, годинник на вежі теж не працював. У вежі розміщувався туристично-інформаційний центр. 
Вежу Чача знесли 28 серпня 2024 року,  на її місці їде реконструкція та буде розташован новий парк.  Для його створення найняли данських ландшафтних дизайнерів MASU Planning, партнерів  японської архітектурної студії Kengo Kuma Architects (KKAA), яка вже займається проектом Silk Towers. Вартість проєкту 300 000 доларів. 